# Инирида
Ини́рида (исп. Inírida, ранее Пуэ́рто-Ини́рида) — город и муниципалитет на востоке Колумбии, административный центр департамента Гуайния.

## Географическое положение

Муниципалитет Инирида

Город расположен в восточной части департамента, вблизи границы с Венесуэлой, на правом берегу реки одноимённой реки, несколько южнее места впадения последней в реку Гуавьяре, на расстоянии приблизительно 685 километров к востоку от столицы страны Боготы. Абсолютная высота — 82 метра над уровнем моря.

Площадь муниципалитета составляет 16 165 км².

## Население
По данным Национального административного департамента статистики Колумбии, совокупная численность населения города и муниципалитета в 2012 году составляла 19 282 человек.
Динамика численности населения города по годам:
| 2005   | 2006   | 2007   | 2008   | 2009   | 2010   | 2011   | 2012   |
| ------ | ------ | ------ | ------ | ------ | ------ | ------ | ------ |
| 17 866 | 18 084 | 18 298 | 18 506 | 18 708 | 18 906 | 19 096 | 19 282 |

Согласно данным переписи 2005 года мужчины составляли 51,2 % от населения города, женщины — соответственно 48,8 %. В расовом отношении индейцы составляли 60,3 % от населения города; белые и метисы — 38,5 %; негры — 1,2 %.
Уровень грамотности среди населения старше 15 лет составлял 83,8 %.

## Экономика и транспорт
Основу экономики города составляют добыча полезных ископаемых, сельскохозяйственное производство, а также рыболовство.
К востоку от города расположен аэропорт (ICAO: SKPD, IATA: PDA).